# Onimusha: Warlords
Onimusha: Warlords est un jeu vidéo de type hack 'n' slash développé par Capcom Production Studio 2 et édité par Capcom en 2001 sur PlayStation 2. Une adaptation a été réalisée en 2002 sur Xbox, intitulée Genma Onimusha, et une autre sous Windows en 2003, mais uniquement commercialisée en Asie. Une version remasterisée développé par le studio taïwanais Néobards Entertaiment est prévue uniquement en dématérialisé pour le 15 janvier 2019 sur Nintendo Switch, Playstation 4, Xbox One et Steam.
Onimusha a marqué le renouveau du jeu de combat à progression et a été récompensé d'un succès critique et commercial. L'histoire du jeu, bien que fictive, a la particularité de se dérouler dans le contexte historique japonais de l'époque Sengoku, à la fin du XVIe siècle.
Trois nouveaux épisodes ont vu le jour ainsi que deux opus dérivés. La série s'est écoulée à plus de 6 millions d'exemplaires dans le monde.

## Préambule
Lors de la bataille entre les forces de Yoshitatsu du clan Saito et celles du clan Oda, le seigneur de guerre Nobunaga Oda se gausse de sa victoire imminente lorsqu'une flèche perdue lui transperce la gorge.
Quelques jours plus tard, Samanosuke, un samouraï solitaire, assiste impuissant à l'enlèvement de la princesse Yuki du clan Saito. Avec l'aide de Kaede, une kunoichi (une femme ninja), il entreprend de retrouver la princesse. Il apprend alors que le redoutable Nobunaga aurait été ressuscité contre le vœu d'allégeance aux démons...

## Système de jeu
Onimusha: Warlords (« les Seigneurs de guerre ») se présente comme un beat'em all. Dans sa progression, Samanosuke est constamment ralenti par des vagues d'opposants, constitués ici de démons réincarnés. C'est en usant de l'art du maniement du sabre que le personnage passe les difficultés.
Le gameplay du jeu hérite du système de contrôle à la croix directionnelle de Resident Evil même si la maniabilité a été assouplie pour l'occasion. Le personnage est représenté via une vue à la troisième personne et se déplace dans des décors précalculés en 2D avec des angles de vues qui restent fixes. Seul le personnage et les objets "interactifs" sont affichés en 3D.

Ces similarités avec la célèbre série de jeu d'horreur Resident Evil n'est pas anodine puisqu'à l'origine de son développement, qui a débuté sur PlayStation, Onimusha avait été imaginé comme un survival horror.
Parmi les principales caractéristiques du système de jeu, le joueur a la possibilité de cibler un opposant en particulier tout en se déplaçant librement autour. Ce dispositif permet de rester précis dans des combats intenses auxquels peuvent prendre part jusqu'à une petite dizaine d'ennemis à la fois.
Peu après le début du jeu, Samanosuke reçoit l'offrande d'un gantelet magique. Celui-ci fait office de réceptacle aux âmes qui s'échappent des cadavres des ennemis vaincus. Il s'agit là d'un prétexte à un système d'évolution dont le principe s'apparente à celui de jeux de rôle, comme Dark Chronicle. Les âmes emmagasinées permettent de perfectionner les armes, le gantelet ou le pouvoir des orbes. L'augmentation de la jauge de pouvoir magique et de la barre de vie sont possibles en trouvant les objets représentés par la moitié du symbole "Yin-Yang". La nature et la quantité des âmes relâchées par les démons varient en fonction des enchaînements réalisés. Ce système pousse évidemment à la surenchère de combos.
Chaque arme principale de Samanosuke - il y en a trois au total (le katana, le sabre, le naginata) - est associé à un pouvoir spécial qui correspond à un élémentaire : le tonnerre, le feu et le vent. Lorsque la jauge de pouvoir magique d'une arme est pleine, le joueur peut libérer l'attaque spéciale, un déchaînement des éléments aussi dévastateurs que précieux. Samanosuke dispose également d'armes secondaires (un arc et une arquebuse), surtout utiles pour éliminer les ennemis à distance.
Dans certains passages, le héros laisse sa place à Kaede : agile, la jeune femme se bat avec des couteaux et des kunais qu'on peut lancer et son arme principale est une dague mais qui peut être remplacée par la Dague des démons.
Entre deux confrontations, la progression est motivée par la recherche d'objets-clés permettant d'accéder à la zone suivante. Des énigmes et des casse-têtes à la faible complexité parsèment également l'aventure.

## Genma onimusha
La version Xbox reste très fidèle à la mouture originale. Elle apporte quelques nouveautés (pouvoir d'âmes vertes, nouveaux items, etc) ainsi qu'une difficulté de jeu revu à la hausse.

## Réactions
Onimusha: Warlords a reçu un très bon accueil de la presse. Le site Metacritic relève une note moyenne de 86/100 parmi les notes de 23 professionnels anglophones. Le site Gamekult a donné une note de 8/10 (7/10 pour la version Xbox)  : « son environnement sensationnel, ses graphismes fantastiques, son histoire prenante et sa réalisation sans faille lui permettent d'atteindre des sommets […]. Superbe, divertissant, parfois angoissant, le seul reproche est en fait que cela ne dure pas assez longtemps »
Onimusha: Warlords s'est écoulé à plus de deux millions d'exemplaires dans le monde.  C'est l'épisode le plus vendu de la série, le premier gros succès de Capcom sur PlayStation 2 et le premier jeu PlayStation 2 à avoir passé la barre du million d'exemplaires vendus. Pour Capcom, ce succès sera suivi quelques mois plus tard par celui de Devil May Cry (2001). Onimusha: Warlords a été particulièrement bien accueilli au Japon avec des ventes dépassant le million d'unités. Du 25 au 28 janvier 2001, soit durant les trois premiers jours de disponibilité, le jeu se serait écoulé à 517 078 exemplaires. Cet intérêt peut s'expliquer par l'ancrage historique du jeu.

## Musique et controverse
La bande-son d'Onimusha: Warlords est réalisée par Mamoru Samuragochi. Mais en 2014, ce dernier se révèle être un imposteur puisqu'il a en effet utilisé les services d'un autre compositeur depuis 1996. En conséquence, Capcom s'est vu obligé de changer les musiques et donc de compositeur pour la version remasterisée.

## La série
Les quatre épisodes principaux :
- Onimusha: Warlords (2001)
- Onimusha 2: Samurai's Destiny (2002)
- Onimusha 3: Demon Siege (2004)
- Onimusha: Dawn of Dreams (2006)

Deux épisodes annexes :
- Onimusha Tactics (2003), un tactical RPG sans lien avec le scénario de la série.
- Onimusha: Blade Warriors (Onimusha: Buraiden au Japon) (2004), un jeu de combat reprenant les personnages des deux premiers épisodes.

## Adaptation cinématographique
- Après le succès de Silent Hill et ses 100 millions de dollars de recettes, le duo Christophe Gans / Samuel Hadida avaient pour projet d'adapter Onimusha en 2010. Le projet fut annulé depuis.
- Takeshi Kaneshiro devait tenir le sabre du samouraï Samanosuke.